# Linabergstjärnen
Linabergstjärnen är en sjö i Jokkmokks kommun i Lappland och ingår i Luleälvens huvudavrinningsområde. Sjöns area är 0,03 kvadratkilometer och den befinner sig 309 meter över havet.